# فرودگاه شهرستان دل نورت
فرودگاه شهرستان دل نورت (به انگلیسی: Del Norte County Airport) (به زبان بومی: Jack McNamara Field) یک فرودگاه همگانی بهره‌برداری هوایی با کد یاتا CEC است که یک باند فرود آسفالت دارد و طول باند آن ۱۵۲۵ متر است. این فرودگاه در شهر کرس سنت سیتی، کالیفرنیا کشور ایالات متحده آمریکا قرار دارد و در ارتفاع ۱۷ متری از سطح دریا واقع شده‌است.